# Mallochinus mangalorensis
Mallochinus mangalorensis är en tvåvingeart som först beskrevs av Edwards 1929.  Mallochinus mangalorensis ingår i släktet Mallochinus och familjen platthornsmyggor. Inga underarter finns listade i Catalogue of Life.